# Elisabeth Höngen
Elisabeth Höngen (Gevelsberg, 7 décembre 1906 - Vienne, 7 août 1997) est une mezzo-soprano allemande.

## Biographie
Elisabeth Höngen étudie à Berlin avec Hermann Weissenborn et débute à Wuppertal en 1933. Elle chante à Dusseldorf (1935-39), puis à Dresde (1940-43), puis devient mezzo vedette de l'Opéra de Vienne, où elle s'affirme dans les rôles suivants : Venus, Ortrud, Fricka, Erda, Herodias, Klytemnestre, Amme, Clairon.
Elle se produit régulièrement à Salzbourg, Munich, Bayreuth, et à l'étranger parait à Milan, Londres, New York et Buenos Aires.
Elle s'est également illustrée en Kundry (dans Parsifal), Lady Macbeth (qu'elle enregistre avec Karl Böhm en 1943), Eboli, Amneris, Carmen, ainsi qu'en Lucretia dans The Rape of Lucretia, et Baba the Turk dans The Rake's Progress. 
À partir de 1957, elle enseigne à l'Académie de musique de Vienne, tout en continuant à se produire sur scène jusqu'en 1971. 
Elisabeth Höngen possédait une voix riche et puissante et une forte personnalité scénique.

## Sources
- Alain Pâris, Dictionnaire des interprètes et de l'interprétation musicale au XXe siècle, Paris, Robert Laffont, 1989, 1112 p. (ISBN 2-221-06660-X)